# قصاصة أظافر

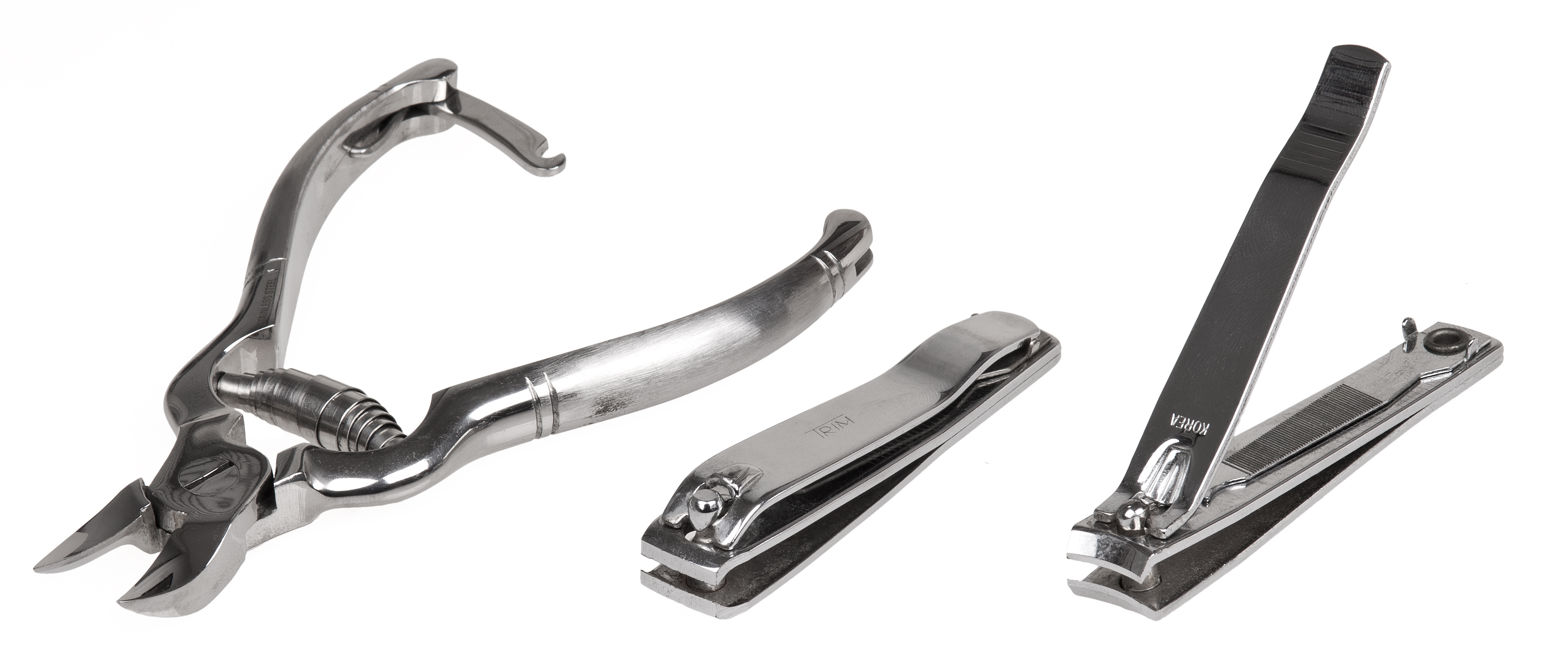
أنواع المقصفة.

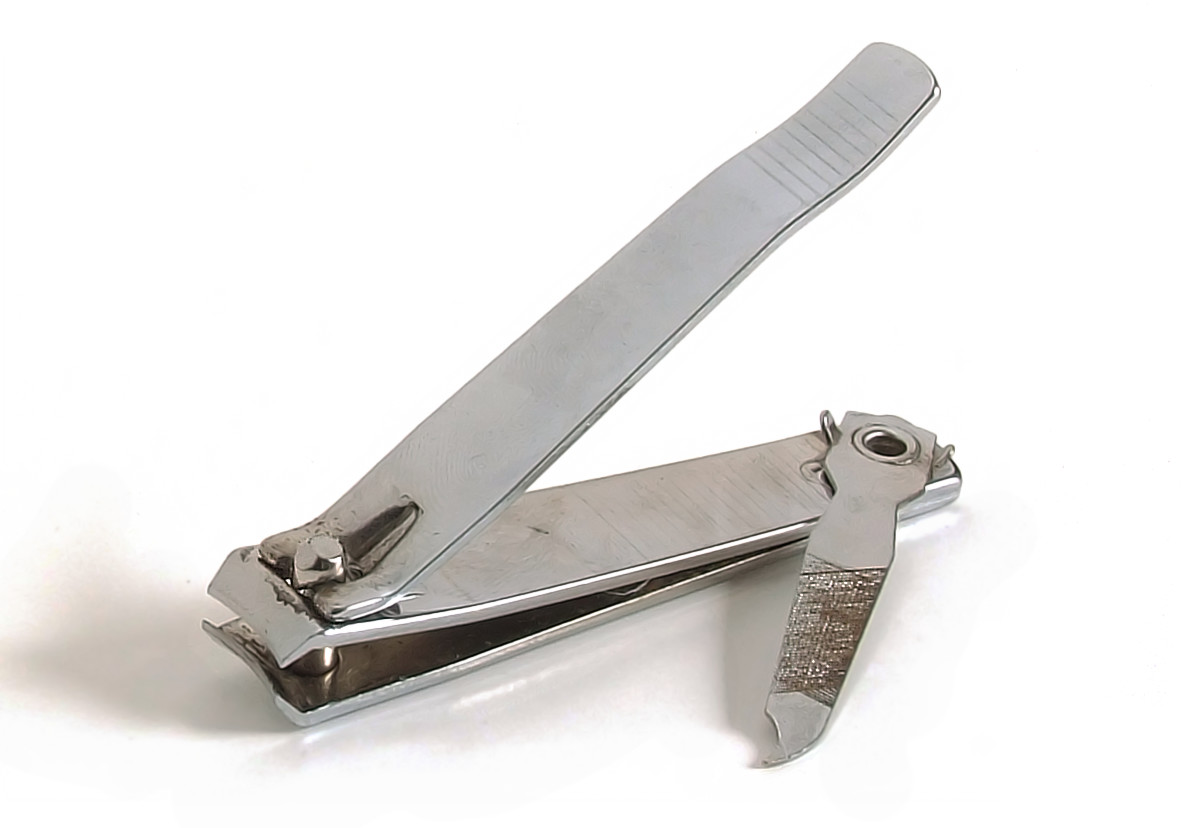
قصاصة الأظافر.

المقصفة أو المقرضة أو قصاصة الأظافر أو القصّافة أو المقراض هي أداة تستخدم لتقليم الأظافر وتهذيبها، وهي من أدوات العناية الشخصية التي ينصح الأطباء بعدم استخدامها بشكل مشترك من قبل أكثر من شخص، فكل فرد يجب أن تكون له قصاصته الخاصة به، حيث أنها من الممكن أن تنقل بعض الأمراض التي تنتقل عن طرق الدم.